# Hazar Ergüçlü
Hazar Ergüçlü (Nicosia Norte, 1 de enero de 1993) es una actriz turcochipriota.

## Biografía
Nació en Nicosia Norte, capital de la República Turca del Norte de Chipre.[cita requerida]
Fue descubierta por el cineasta Derviş Zaimel, en un taller de teatro de su municipio. Zaimel buscaba nuevos actores para su película Gölgeler ve Suretler, producción sobre el conflicto turco-griego de 1963. A los dos meses fue llamada para protagonizar la película junto a Buğra Gülsoy.
Su debut televisivo fue en la serie Kuzey Güney de la televisora Kanal D.

## Filmografía

### Series
| Año       | Título            | Personaje     | Nota(s)           |  |
| 2011-2013 | Kuzey Güney       | Simay Canay   | Elenco principal  |  |
| 2013-2015 | Medcezir          | Eylül Buluter | Protagonista      |  |
| 2015      | Anneler ve Analar | Kader         | Protagonista      |  |
| 2016      | Yüksek Sosyete    | Cansu Koran   | Protagonista      |  |
| 2017-2018 | Hayat Sırları     | Seher Kuzgun  | Protagonista      |  |
| 2018      | Dudullu Postasi   | Melis         | Serie web         |  |
| 2018-2020 | The Protector     | Zeynep Erman  | Serie de Netflix  |  |
| 2020-2021 | Alev Alev         | Çiçek         | Protagonista      |  |
| 2020      | Menajerimi Ara    | Kendisi       | Estrella invitada |  |
| 2021      | Saklı             | Aslı          | Protagonista      |  |
| 2022-     | Hayat Bugün       | Suzan Mayer   | Protagonista      |  |
| 2022-     | Sadece Arkadaşız  | Ece           | Protagonista      |  |

### Películas
| Año    | Título                | Personaje     | Nota(s)                       |
| ------ | --------------------- | ------------- | ----------------------------- |
| 2010   | Gölgeler ve Suretler  | Ruhsar        | Protagonista                  |
| 2012   | Açlığa Doymak         | Sena          | Protagonista                  |
| 2013   | Benim Dünyam          | Ayla Bayındır | Protagonista                  |
| 2016   | Dar Elbise            | Gule          |                               |
| 2017   | Cebimdeki Yabancı     | Demet         | Protagonista                  |
| 2017   | Kar                   | Müzeyyen      | Protagonista                  |
| 2018   | Gerçek Kesit: Manyak  | Leyla         | Actor de reparto              |
| 2018   | Mahalle               |               |                               |
| 2018   | Ahlat Ağacı           | Hatice        | Protagonista                  |
| 2018   | Her Şey Seninle Güzel | Melisa        | Protagonista                  |
| 2022   | Gönül                 | Sümbül        | Protagonista                  |
| Pronto | Bomboş                |               | Estrella invitada / Productor |